# Sext Turpili
Sext Turpili (en llatí: Sextus Turpilius) va ser un dramaturg romà del segle ii aC autor de fàbules pal·liates que malauradament no s'han conservat.
Es coneixen els títols de tretze o catorze de les seves obres: Acta, Boethuntes, Canephorus, Demetrius, Demiurgus, Epiclerus, Hetaera, Lemnii, Leucadiu Lindia, Paratcrusa, Philopator, Thrasyleon, i Veliterna, encara que aquest darrer és dubtós, i alguns fragments que són a la col·lecció Poetarum Latii Scenicorum Fragmenta.
Segons Jeroni d'Estridó a la Chronica Eusebii, va morir vell a Sinuessa l'any 101 aC. Segons la llista que dona Volcaci Sedigit, és el setè en l'ordre de més bo a més dolent.